# Sińków (gmina)
Sińków – dawna gmina wiejska w powiecie zaleszczyckim województwa tarnopolskiego II Rzeczypospolitej. Siedzibą gminy był Sińków.
Gminę utworzono 1 sierpnia 1934 r. w ramach reformy na podstawie ustawy scaleniowej z dotychczasowych gmin wiejskich: Duninów, Kołodróbka, Kościelniki, Kułakowce, Sińków i Zazulińce.
W 1937 przyznano obywatelstwo honorowe gminy staroście zaleszczyckiemu Józefowi Krzyżanowskiemu.
Od września 1939 do lipca 1941 gmina znajdowała się pod okupacją ZSRR, a 1 sierpnia 1941 weszła w skład Generalnego Gubernatorstwa i nowo utworzonego dystryktu Galicja, gdzie jednocześnie została zniesiona przez włączenie do gminy Kasperowce w powiecie czortkowskim (Kreishauptmannschaft Czortków), oprócz terenów wokół Kołodróbki, które włączono do nowo utworzonej gminy Mielnica tamże (Kołodróbka stanowiła odtąd eksklawę gminy Mielnica, oddzieloną od niej obszarem gminy Krzywcze Górne i terytorium Rumunii).
Po II wojnie światowej obszar dawnej gminy Sińków znalazł się w ZSRR.
Nie mylić z gminą Sieńków.